# Inspektorat Czortków Armii Krajowej
Inspektorat Czortków AK – terenowa struktura Okręgu Tarnopol Armii Krajowej.

## Skład organizacyjny inspektoratu
Struktura organizacyjna podana za Atlas polskiego podziemia niepodległościowego:
- Obwód Czortków Armii Krajowej
- Obwód Buczacz Armii Krajowej
- Obwód Borszczów Armii Krajowej
- Obwód Zaleszczyki Armii Krajowej
- Obwód Kopyczyńce Armii Krajowej